# Jaroslav ze Šelenberka
Jaroslav ze Šelenberka OPraem. byl římskokatolický kněz, premonstrátský kanovník a v letech 1359–1399 opat kanonie v Zábrdovicích.
Po vysvěcení působil jako farář ve Křtinách. Roku 1359 se po rezignaci opata Hynka z Vlašimi se stal opatem zábrdovického kláštera. Současně byl tři roky (1357-1360) proboštem ženského premonstrátského kláštera v Nové Říši. V prosinci 1362 přijal markrabě Jan Jindřich zábrdovický klášter pod svou ochranu a vyňal z pravomoci zemských úředníků. V roce 1373 opatovi Jaroslavovi udělil papež Řehoř XI. právo používat pontifikálie. Vztahy mezi jednotlivými řeholníky nebyly jednoduché, někteří členové konventu žádali generální kapitulu řádu, aby se opatem stal Jaroslavův protikandidát Petr. Jaroslav ze Šelenberka ale nakonec zůstal opatem až do své smrti 7. května 1399.